# Raninia genalis
Raninia genalis là một loài tò vò trong họ Ichneumonidae.